# Kowloon

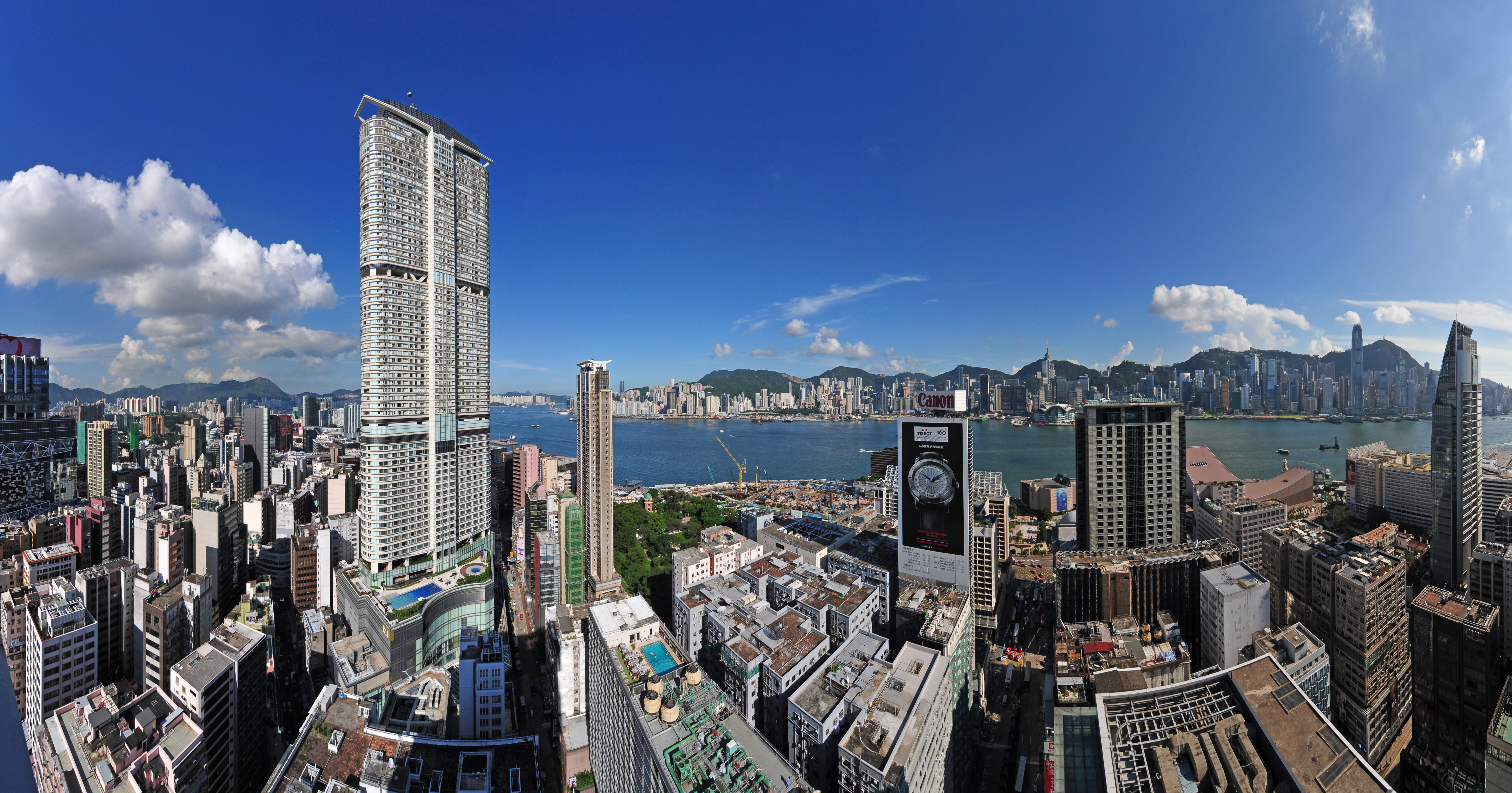
Kowloon, isola di Hong Kong

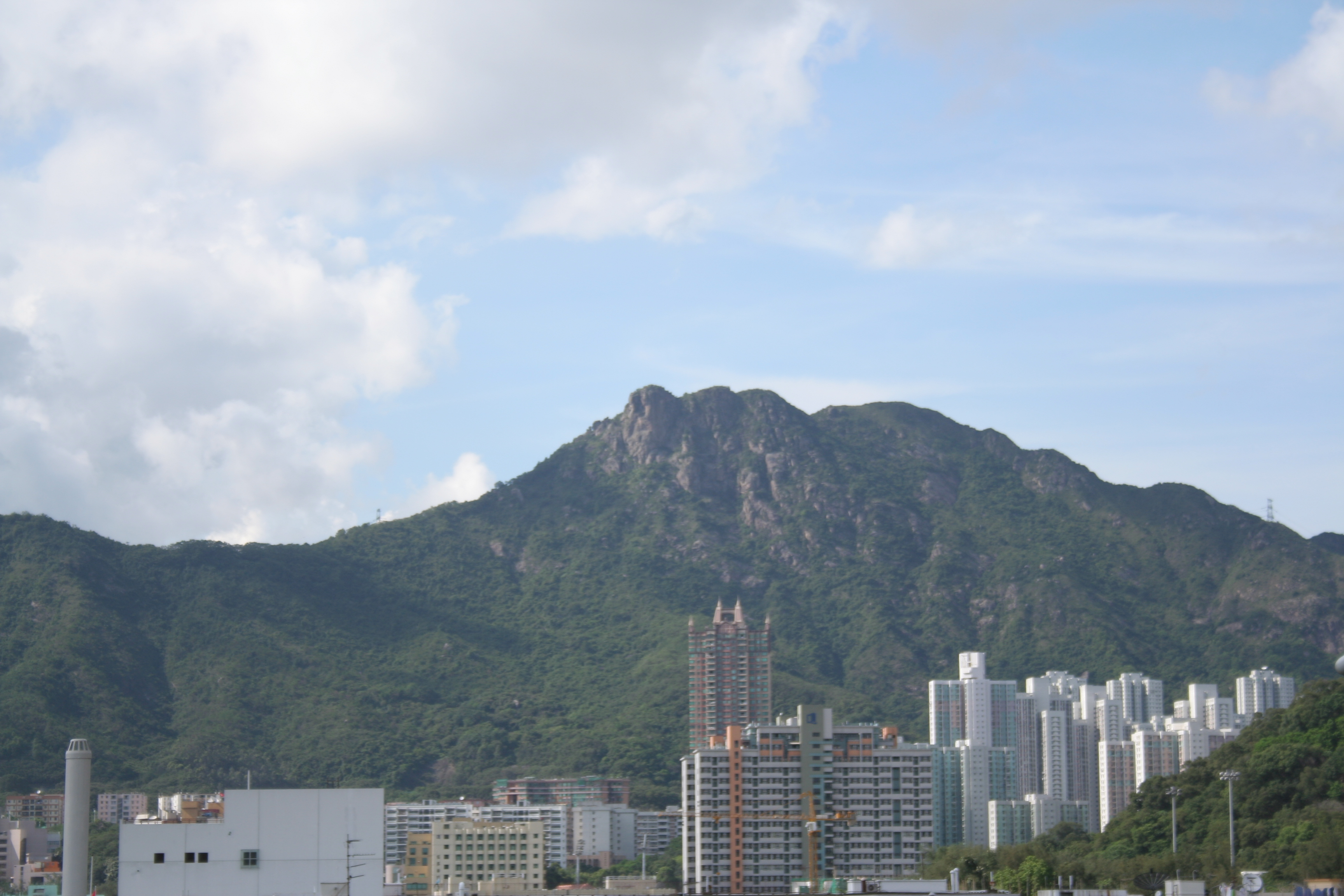
Kowloon (inclusa New Kowloon) è un'area delimitata a nord da una catena montuosa. Lion Rock al centro è un picco all'interno della catena

Kowloon (in italiano anche Caolun; in cinese: 九龍T, 九龙S, JiǔlóngP, jyutping: gau2 lung4, Yale: gáu lùhng, AFI: [kɐu˧˥.loŋ˩˩]) è un'area urbana di Hong Kong costituita dalla penisola di Kowloon e da New Kowloon, delimitata dallo stretto di Lei Yue Mun ad est, dal complesso residenziale di Mei Foo Sun Chuen e da Stonecutters Island ad ovest, dai picchi di Tate's Cairn e Lion Rock a nord e dal porto di Victoria Harbour a sud.
Nel 2006 Kowloon aveva una popolazione di 2.019.533 abitanti ed una densità di 43.033 per km². La superficie della penisola è approssimativamente di 47 km². Insieme all'isola di Hong Kong, essa contiene il 48% della popolazione totale di Hong Kong. Kowloon è ubicata a nord dell'isola di Hong Kong e a sud della parte continentale dei Nuovi Territori (New Territories). Nei nomi di luogo derivati prima della seconda guerra mondiale si usava spesso la trascrizione più accurata Kau Lung o Kau-lung, ad esempio Kau-lung Bay invece di Kowloon Bay (baia di Kowloon).

## Storia

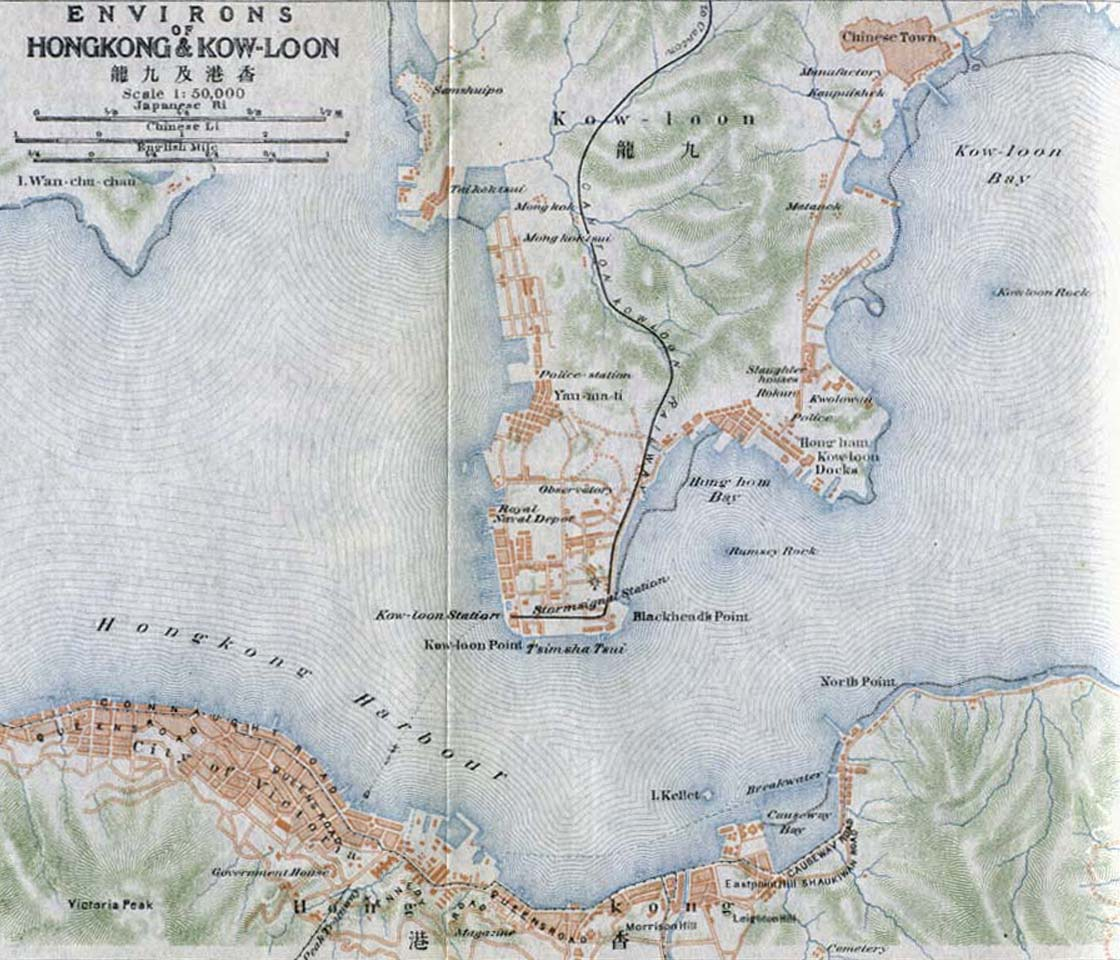
Kowloon nel 1915

Il nome Kowloon viene dai "nove draghi" rappresentati dagli otto picchi montuosi che circondano la zona (1. Kowloon Peak, 2. Tung Shan, 3.Tate's Cairn, 4. Temple Hill, 5. Unicorn Ridge, 6. Lion Rock, 7. Beacon Hill, 8. Crow's Nest) e dal nono che è lo stesso Imperatore Bing. La parte di Kowloon a sud di Boundary Street, insieme a Stonecutters Island, fu ceduta dalla Cina della dinastia imperiale Qing al Regno Unito, in base alla convenzione di Pechino del 1860. Per molti anni l'area rimase in gran parte priva di sviluppo, utilizzata dai britannici principalmente per spedizioni di caccia alla tigre.
La parte di Kowloon a nord di Boundary Street (New Kowloon) fu presa in affitto dai britannici "come parte dei Nuovi Territori" nel 1898 per 99 anni, ossia fino al 1997. All'interno di New Kowloon si trova la Città di Kowloon (Kowloon City), che si riferisce ad un'area in cui era ubicata la città murata di Kowloon (Kowloon Walled City), a sua volta demolita nel 1993. La stessa area era chiamata 官富場 (pinyin: Guanfuchang) durante la dinastia Song.
Nelle conversazioni odierne, tuttavia, New Kowloon spesso non viene considerata come parte dei Nuovi Territori, ma come parte integrante dell'area urbana di Kowloon su entrambi i lati di Boundary Street. Ufficialmente invece, a causa delle diverse aliquote fiscali, Nuova Kowloon non è considerata parte di Kowloon. Le proprietà a New Kowloon sono obbligate a pagare i canoni di affitto dei terreni come quelle nei Nuovi Territori.
Lo sviluppo su larga scala di Kowloon cominciò all'inizio del XX secolo, con la costruzione della ferrovia Kowloon-Canton (Kowloon-Canton Railway) e del molo (Kowloon Wharf). A causa della stretta vicinanza di Kowloon all'aeroporto di Kai Tak, le costruzioni edilizie furono limitate dalla presenza delle piste di volo. Per queste ragioni, in confronto all'isola di Hong Kong, dal punto di vista architettonico il profilo contro il cielo di Kowloon risultava molto più basso. Dopo la seconda guerra mondiale Kowloon divenne estremamente congestionata, allorquando le baraccopoli per i rifugiati provenienti dalla Repubblica Popolare Cinese appena fondata cedettero il posto ai quartieri delle case popolari pubbliche, mescolati con aree private residenziali, commerciali e industriali.
Kowloon Ovest era un tempo sede di un cantiere per la Royal Navy ed è ora utilizzata come riparo contro i tifoni. Il 1º luglio 1997, entrambe le parti di Kowloon furono trasferite alla Repubblica Popolare Cinese insieme al resto di Hong Kong.

## Amministrazione

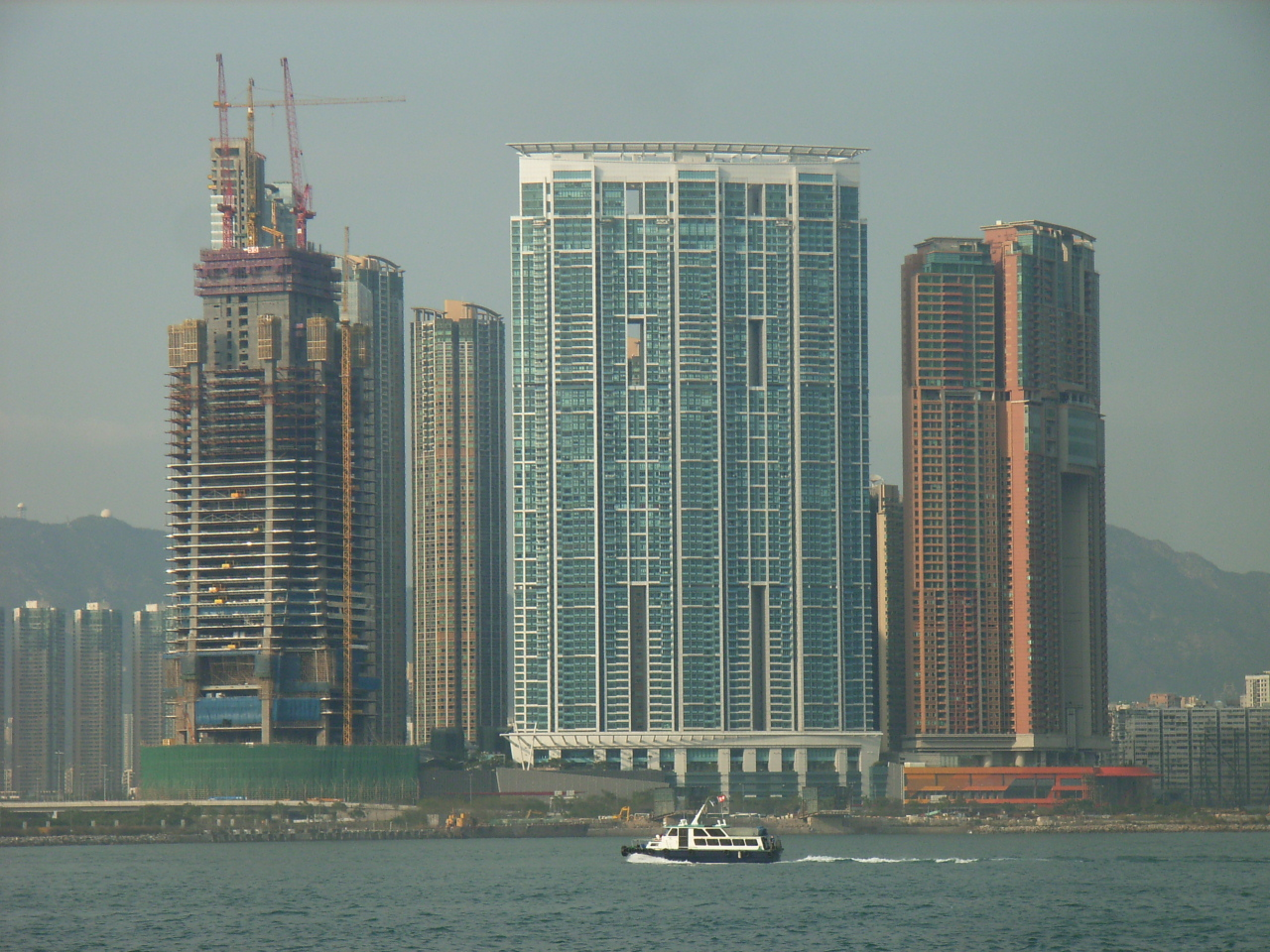
Alcuni famosi grattacieli a Kowloon Ovest

Essa comprende i seguenti distretti:
- Kowloon City
- Kwun Tong
- Sham Shui Po
- Wong Tai Sin
- Yau Tsim Mong

## Politica
Kowloon copre due circoscrizioni elettorali geografiche per l'Assemblea legislativa di Hong Kong (il cosiddetto "Legislative Council"):
- Kowloon Est include Wong Tai Sin e Kwun Tong
- Kowloon Ovest include Yau Tsim Mong, Sham Shui Po e Kowloon City